# Bonnie Campbell
Bonnie Campbell (M.A., D.Phil, University of Sussex), née en 1946, est une professeure émérite d’économie politique au Département de science politique de l’Université du Québec à Montréal (UQAM). 

## Carrière
Bonnie Campbell et ses équipes travaillent sur les différents processus politiques entourant la gestion des ressources naturelles et leurs impacts sur les populations, l'environnement et l'économie. Elle fut notamment membre du groupe consultatif nommé par le Gouvernement fédéral du Canada en 2006-2007 lors des Tables Rondes nationales sur la responsabilité sociale et l’industrie extractive canadienne dans les pays en développement. De 2007 à 2011, elle fut membre de l’International Study Group sur la révision des régimes miniers en Afrique de la Commission économique pour l’Afrique des Nations unies, Addis-Abeba. Elle fut également directrice du Centre interdisciplinaire de recherche en développement international et société (CIRDIS) de 2011 à 2017 et du Groupe de recherche sur les activités minières en Afrique (GRAMA) de 1998 à 2017. 

## Reconnaissances
Bonnie Campbell est un membre de la Société royale du Canada, dans l'Académie des arts, lettres et sciences humaines, depuis 2012. Elle a également été admise au Cercle d'excellence de l'Université du Québec en 2006.

## Publications
Bonnie Campbell fut responsable de la publication de très nombreux articles dans des revues scientifiques et de la direction ou rédaction de quatorze volumes, dont :
- Restructuring in Global Aluminium, avec Magnus Ericsson (Eds.) (Mining Journal Books Ltd, Londres, 1996)
- Regulating Mining in Africa: For whose Benefit? (Nordiska Afrikainstitutet (NAI), Uppsala, 2004)
- Qu’allons-nous faire des pauvres? Réformes institutionnelles et espaces politiques ou les pièges de la gouvernance pour les pauvres (L’Harmattan, Paris, 2005)
- Mining in Africa. Regulation and Development (Pluto, Londres, CRDI, Ottawa et NAI, Uppsala, 2009), qui fut traduit en français et publié en 2010 : Ressources minières en Afrique. Quelle réglementation pour le développement? (Presses de l’Université du Québec (PUQ), Québec, CRDI, Ottawa et Nordiska Afrikainstitutet, Uppsala)
- Pouvoir et régulation dans le secteur minier : leçons à partir de l’expérience canadienne (PUQ, Québec, 2012)
- Modes of Governance and Revenue Flows in African Mining (International Political Economy Series, Palgrave Macmillan, Basingstoke, Hampshire, Royaume-Uni, 2013)
- La responsabilité sociale des entreprises dans le secteur minier : réponse ou obstacle aux enjeux de légitimité et de développement en Afrique ? co-dirigé avec Myriam Laforce (Presses de l'Université du Québec, 278 p., 2016)